# Conocrinus poculum
Conocrinus poculum is een haarster uit de familie Bourgueticrinidae.
De wetenschappelijke naam van de soort werd, als Bathycrinus poculum, in 1907 gepubliceerd door Ludwig Döderlein.